# Diane Humetewa
Diane J. Humetewa (prononcé hoo-MEE-tee-wah), née le 5 décembre 1964 à Phoenix (Arizona), est procureur des États-Unis pour le district de l'Arizona de décembre 2007 à août 2009, et depuis 2014 juge fédéral des États-Unis pour le district de l'Arizona, première femme amérindienne à atteindre cette fonction.

## Biographie
Humetewa a reçu son diplôme en droit en 1993 à l'université Sandra Day O'connor l'Université d'État de l'Arizona. Membre de la tribu Hopi, Humetewa est la première femme amérindienne à servir comme avocat américain.